# Coming Around Again (album Carly Simon)
Coming Around Again è un album di Carly Simon, pubblicato dalla Arista Records nell'aprile del 1987.

## Tracce
Lato A
1. Coming Around Again – 3:38 (Carly Simon)
2. Give Me All Night – 4:20 (Carly Simon, Gerard McMahon)
3. As Time Goes By – 5:06 (Herman Hupfeld)
4. Do the Walls Come Down – 3:48 (Carly Simon, Paul Samwell-Smith)
5. It Should Have Been Me – 4:20 (Bryan Adams, Jim Vallance)

Lato B
1. The Stuff That Dreams Are Made Of – 5:01 (Carly Simon)
2. Two Hot Girls (On a Hot Summer Night) – 4:51 (Carly Simon)
3. You Have to Hurt – 4:04 (Frank Musker, Dominic King)
4. All I Want Is You – 3:58 (Andy Goldmark, Carly Simon, Jacob Brackman)
5. Hold What You've Got – 4:40 (Joe Tex, Carly Simon (testi e musica aggiunta))
6. Itsy Bitsy Spider – 3:40 (Brano tradizionale, arrangiamento di Carly Simon)

## Musicisti
Coming Around Again
- Carly Simon - voce, tastiere, accompagnamento vocale
- Bill Payne - tastiere, produttore
- Scott Martin - tastiere, accompagnamento vocale
- Russ Kunkel - batteria, accompagnamento vocale, produttore
- Terri Homberg - accompagnamento vocale, produttore
- Paul Samwell-Smith - accompagnamento vocale, produttore
- George Massenburg - produttore
- Registrato al Right Track Recording (e mixato) ed al Power Station di New York City, New York

Give Me All Night
- Carly Simon - voce, accompagnamento vocale
- Hugh McCracken - chitarra
- Peter John Vettese - tastiere
- Tony Levin - basso
- Russ Kunkel - batteria
- Frank Fillipetti - linn drum
- Jimmy Bralower - percussioni
- Paul Samwell-Smith - produttore
- Registrato e mixato al Right Track Recording di New York City, New York

As Time Goes By
- Carly Simon - voce, arrangiamenti
- Jimmy Ryan - chitarra
- Stevie Wonder - armonica (solo)
- Rob Mounsey - pianoforte, arrangiamenti (strumenti ad arco), conduttore (strumenti ad arco), produttore
- Russ Kunkel - batteria
- Registrato al Flying Monkey ed al Right Track Recording (e mixato) di New York City, New York

Do the Walls Come Down
- Carly Simon - voce, pianoforte acustico, accompagnamento vocale
- Paul Samwell-Smith - tastiere (basic track emulator), linn drum, accompagnamento vocale, produttore
- Michael Brecker - steiner electronics wind instrument
- Russ Kunkel - batteria
- Jimmy Bralower - percussioni
- Lucy Simon - accompagnamento vocale
- Jimmy Ryan - accompagnamento vocale
- Peter John Vetter - accompagnamento vocale
- Registrato e mixato al Right Track Recording di New York City, New York

It Should Have Been Me
- Carly Simon - voce
- Keith Scott - chitarra
- Dave Pickett - tastiere
- Dave Taylor - basso
- Mickey Curry - batteria
- Bryan Adams - produttore
- Marc LaFrance - accompagnamento vocale
- Registrato al Power Station di New York City, New York, al Cliffhanger Studio di Vancouver, Canada e mixato al Right Track Recording di New York City, New York

The Stuff That Dreams Are Made Of
- Carly Simon - voce, sintetizzatore (yamaha Dx7)
- Jimmy Ryan - chitarra
- Rob Mounsey - tastiere, pianoforte, arrangiamento (strumenti ad arco), conduttore (strumenti ad arco)
- Russ Kunkel - batteria, produttore
- Frank Fillipetti - produttore, mixaggio
- Timothy Wright Concert Choir - cori
- John Bolyan - produttore
- Registrato e mixato al Right Track Recording di New York City, New York

Two Hot Girls (On a Hot Summer Night)
- Carly Simon - voce, accompagnamento vocale
- Hugh McCracken - chitarra
- Michael Brecker - sassofono
- Peter-John Vettese - tastiere
- Tony Levin - basso
- Frank Fillipetti - batteria
- Jimmy Ryan - accompagnamento vocale
- Lucy Simon - accompagnamento vocale
- Paul Samwell-Smith - produttore
- Registrato e mixato al Right Track Recording di New York City, New York

You Have to Hurt
- Carly Simon - voce
- Jimmy Ryan - chitarra, accompagnamento vocale
- Robby Kilgore - tastiere (programming)
- Hugh McCracken - tipple
- Charles Kentis III - sintetizzatore, tastiere (aggiunte)
- Caz Lee - accompagnamento vocale
- Will Lee - accompagnamento vocale
- Paul Samwell-Smith - produttore
- Frank Fillipetti - produttore
- Registrato e mixato al Right Track Recording di New York City, New York

All I Want Is You
- Carly Simon - voce
- John McCurry - chitarra acustica
- Rob Mounsey - conduttore (strumenti ad arco), arrangiamenti (strumenti ad arco)
- Robby Kilgore - tastiere, sintetizzatore (basso)
- Andy Goldmark - tastiere, drum machine
- Roberta Flack - accompagnamento vocale
- John Boylan - produttore
- Registrato al Unique Recording (e mixato) ed al Right Track Recording di New York City, New York

Hold What You've Got
- Carly Simon - voce, accompagnamento vocale
- T-Bone Walk - chitarra
- Barbara Markay - sintetizzatore (programming)
- Leon Pendarvis - sintetizzatore, arrangiamenti
- Russ Kunkel - batteria
- Gordon Grody - accompagnamento vocale
- Janice Pendarvis - accompagnamento vocale
- Lani Groves - accompagnamento vocale
- Richard Perry - produttore
- Registrato al Right Track Recording (e mixato) ed al Pin Wheel Studio di New York City, New York

Itsy Bitsy Spider
- Carly Simon - voce, tastiere, arrangiamenti
- Bill Payne - tastiere, produttore
- Russ Kunkel - batteria, produttore
- George Massenburg - produttore
- Alexandra Taylor - accompagnamento vocale
- Ben Taylor - accompagnamento vocale
- Isaac Taylor - accompagnamento vocale
- Sally Taylor - accompagnamento vocale
- Registrato e mixato al Right Track Recording di New York City, New York